# مردم آهوم
مردم آهوم (انگلیسی: Ahom people) یا تای-آهوم (Ahom: 𑜄𑜩 𑜒𑜑𑜪𑜨؛ آسامی: টাই-আহোম) یک گروه قومی در ایالت‌های هند، آسام و آروناچال پرادش است. اعضای این گروه، بازماندگان درهم‌آمیختهٔ مردم تای هستند که در سال ۱۲۲۸ به دره براهماپوترا در آسام رسیدند و مردمان بومی محلی که در طول تاریخ به آنان پیوستند. سوکافا، رهبر گروه تای و ۹٬۰۰۰ پیرو او پادشاهی آهوم (۱۲۲۸–۱۸۲۶ میلادی) را بنیان گذاشتند که بیشتر درهٔ براهماپوترا در آسام امروزی را در اختیار داشت، تا این‌که در سال ۱۸۲۶ با امضای پیمان یاندابو پایان یافت.
مردم آهوم امروزی و فرهنگ آنان نوعی تلفیق‌گرایی از تای‌ها و فرهنگشان با مردمان زبان‌های تبتی-برمه‌ای و فرهنگ‌های محلی است که در آسام جذب کردند. گروه‌های قومی مختلف محلی در آسام که شیوهٔ زندگی و سیاست تای‌ها را پذیرفتند، در درون جامعهٔ آهوم ادغام شدند و این فرایند با عنوان آهوم‌سازی شناخته شد.
بسیاری از گروه‌های قومی محلی که با مهاجران تای تماس داشتند، از جمله بورهی‌ها که خاستگاهی تبتی-برمه‌ای داشتند، به‌طور کامل در جامعهٔ آهوم ادغام شدند؛ در حالی که اعضای دیگر جوامع نیز بر اساس وفاداری به پادشاهی آهوم یا سودمندی استعدادهایشان به‌عنوان آهوم پذیرفته شدند. امروزه آنان بزرگ‌ترین گروه تای در هند به‌شمار می‌روند و جمعیتشان در آسام نزدیک به ۴٫۶ میلیون نفر است. مردم آهوم عمدتاً در آسام علیا و در بخش‌های بخش گلاغات، بخش جورهات، بخش سیواساگر، بخش چارایدو، بخش دیبروگره، بخش تینسوکیا (جنوب رود براهماپوترا) و نیز در بخش لاخیم‌پور، بخش سونیت پور، بخش بیسوانات، بخش دهماجی (شمال رود) و در برخی مناطق بخش نگاون و بخش متروپولیتن کامروپ یافت می‌شوند.
با وجود این‌که گروه آهومِ درهم‌آمیختهٔ اولیه بخش نسبتاً کوچکی از جمعیت پادشاهی را تشکیل می‌داد، آنان زبان آهوم را حفظ کرده و دین سنتی خود را تا سدهٔ هفدهم میلادی به‌جا می‌آوردند، تا این‌که دربار آهوم و عامهٔ مردم زبان آسامی را پذیرفتند.